# ファニー (GUILTY GEAR)
ファニー(Fanny)は、2D対戦型格闘ゲーム『GUILTY GEARシリーズ』に登場する架空の人物。登場作品は『GUILTY GEAR PETIT』、『GUILTY GEAR PETIT 2』。PETIT（プチ）シリーズのオリジナルキャラクターでもある。

## 概要
- かつて発狂する前の名医であったDr.ボルドヘッドの治療を受け、その恩に報いる為に看護婦になった少女。母親も看護婦だったのか、形見の巨大な注射器を武器にしている。行方不明のボルドヘッドを探しているが、殺人鬼としての彼の事を知っているかどうかは不明。「プチ2」でファウストと出会うが、何故か余り反応は無かった。
- 可愛らしい容姿をした女の子だが、ゲーム中では首が伸びたり巨大な注射器で攻撃するなど、ファウストのような奇抜な技を使う。
- 初期設定は「カイの追っかけ」である。

## ストーリー
GUILTY GEAR PETIT
ボルドヘッドの情報を探している途中ポチョムキンと出会い、情報を得るがファニーは赤の他人と判断してしまう。
GUILTY GEAR PETIT 2
ファウストと出会うが、なぜかファニーはファウストがボルドヘッドと酷似する事に気がつかなかった。

## 技の解説

### 必殺技
とばしますよ
武器の巨大注射器から、飛び道具を飛ばす。「プチ」では黄色い液体、「プチ2」では黄色い液体（飛距離小）か、小さなファニー（中距離を飛ぶ）が飛んでいく。
ささりますよ（⇒各種派生技）（空中可）
注射器に乗った状態に移行する。「プチ2」では、若干前進し攻撃判定を持っている。派生技を多く持つ。ダメージを受けるか、下キーの入力、「下におります」の入力で状態解除になる。
ご機嫌いかが?
注射器に乗った状態で前進する。
そしてさようなら
注射器に乗った状態で後退する。
上に伸びます/横に伸びます
首を伸ばして上/前方向に攻撃する。
下におります
注射器の周りを回転しつつ、蹴りで攻撃する。

ちょっと痛いですよ（⇒呼び戻し）
注射器の頭を持って突きを繰り出す。
引き戻し（⇒採血しますね）
「ちょっと痛いですよ」があたった相手を引き寄せる。
採血しますね
注射器で相手から採血する。

### 覚醒必殺技
ちょっと貧血気味なんです
ベッドを設置して睡眠をとる。「プチ」ではベッドに攻撃判定があり、ヒットの如何にかかわらず寝る。「プチ2」では、前方に倒れこみ、ヒットした時のみ寝る。

### 一撃必殺技
死の119番
手回しの電話を置く。ヒットすると演出に入る。

## テーマミュージック
- 曲名不明

## ステージ
- NIRVANA